# Steve Barron
Steve Barron (ur. 4 maja 1956 w Dublinie) – irlandzki reżyser, producent i scenarzysta filmowy.

## Kariera
Steve Barron początkowo pracował jako asystent kamery podczas produkcji takich filmów jak: Superman Richarda Donnera i O jeden most za daleko Richarda Attenborough. W latach 80. XX wieku zaczął reżyserować teledyski między innymi dla The Human League, czy zespołu A-ha. Może się również pochwalić stworzeniem teledysku do piosenki "Billie Jean" Michaela Jacksona.
W 1984 roku Barron nakręcił swój debiutancki film - Electric Dreams. Jego kolejna produkcja - Wojownicze Żółwie Ninja – okazała się wielkim sukcesem. Film zarobił ponad 130 milionów dolarów w Stanach Zjednoczonych. Na początku lat 90. nakręcił jeszcze Stożkogłowych. Poza tym, był producentem wykonawczym Specjalisty z Sylvestrem Stallonem oraz Sharon Stone w rolach głównych, a także Ja cię kocham, a ty śpisz (Sandra Bullock, Bill Pullman).
W 2000 roku Barron nakręcił kolejne dwa filmy - Szczur oraz Baśnie tysiąca i jednej nocy. W 2006 roku jego produkcja Choking Man otrzymała Nagrodę Gotham, a nakręcona w 2012 Wyspa skarbów została nominowana do dwóch Nagród Emmy. Barron jest też autorem dwóch miniseriali - Merlin z 1998 oraz Bajarz z 1988.